# コスィニェシ

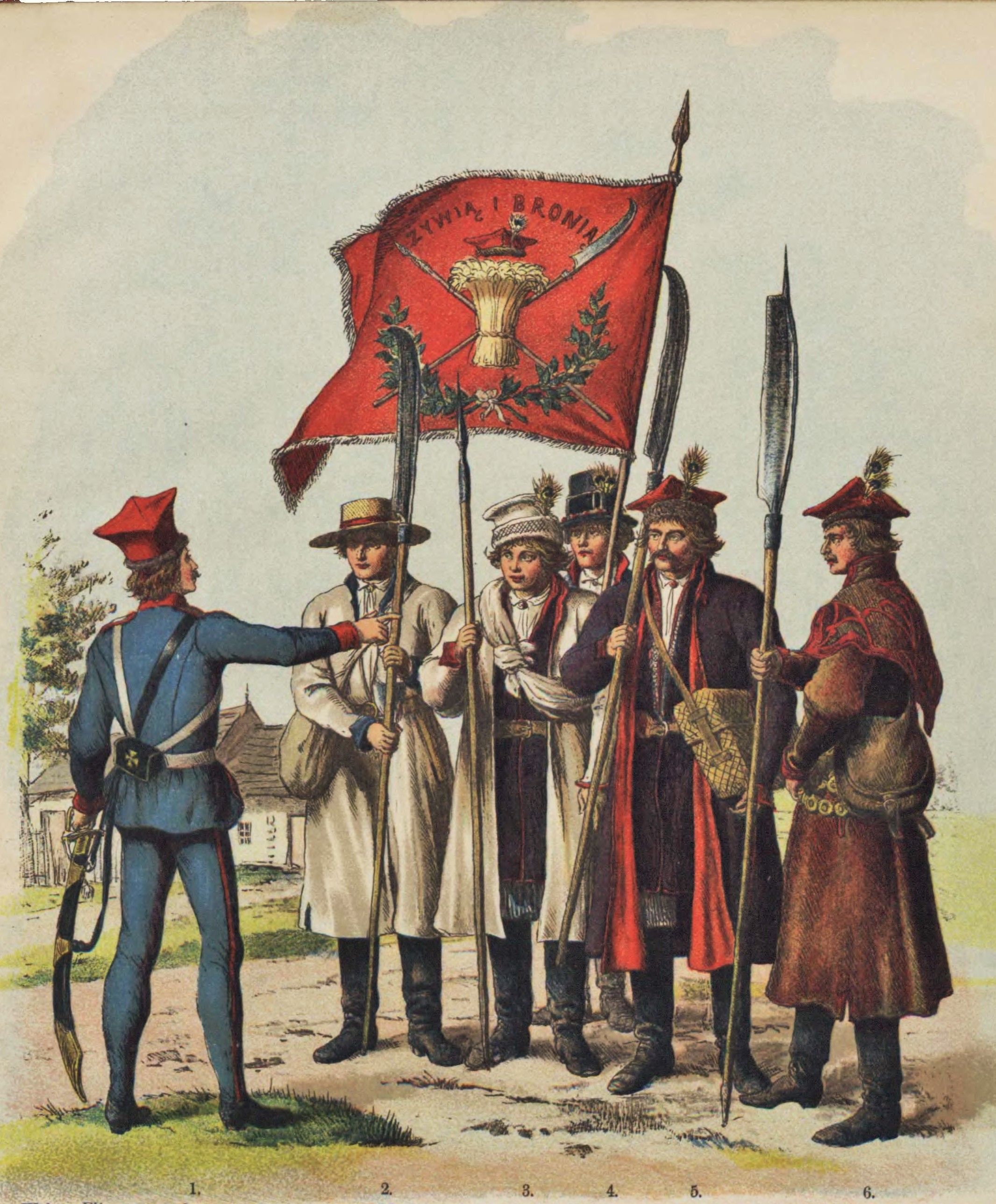
1794年のコシチュシュコの蜂起時のポーランド部隊。

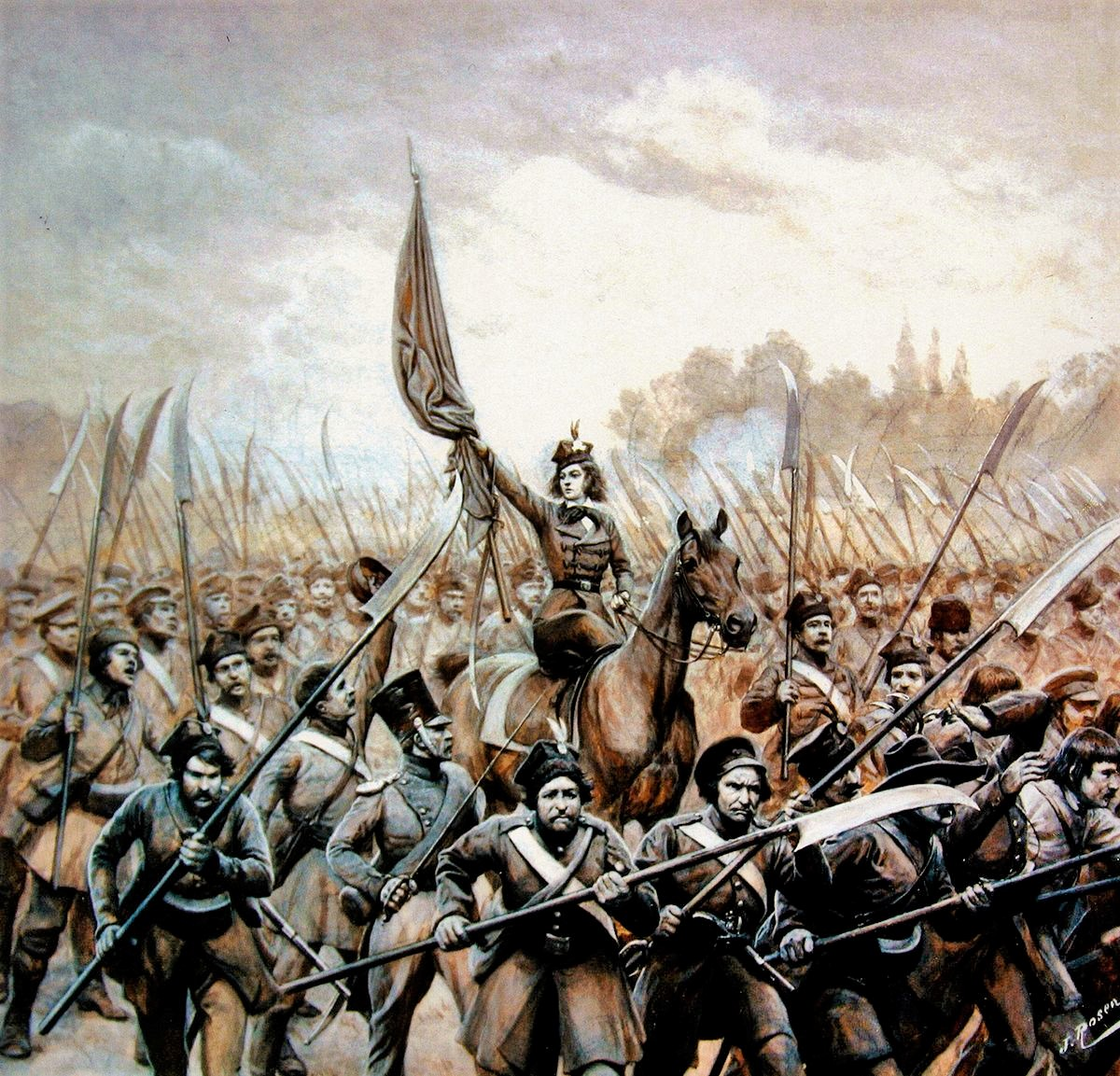
1831年11月蜂起で、エミリア・プラテルに率いられ突撃するコスニェシ（ヤン・ロセンのガッシュ画）

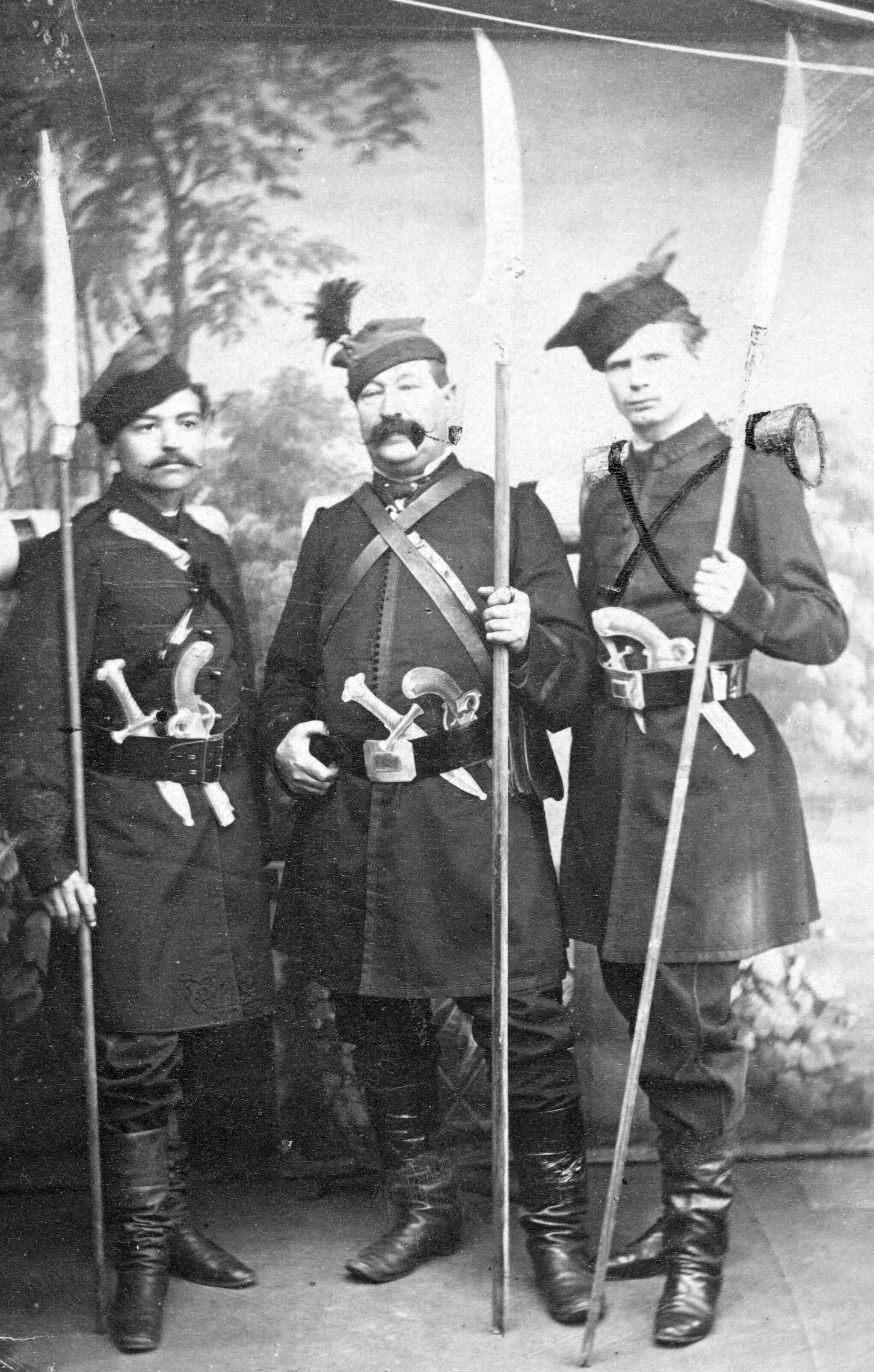
1863/4年の1月蜂起で特徴的な鎌を持つポーランド兵

コスィニェシ (ポーランド語: Kosynierzy 単数: kosynier　コスィニェル　「鎌（kosa,）を持つ者」の意) は、主にポーランドにおいて、大鎌を用いて戦う兵士（主に農民兵）を指す。1794年のコシチュシュコの蜂起の際に登場し、その後ポーランドの数々の独立闘争のシンボルとなった。 

## 歴史
コシチュシュコの蜂起の際に急造りの農民兵として集まったコスィニェシは、1794年4月のラツワヴィツェの戦いでポーランド軍の勝利を決定づける劇的な登場を果たした。この戦闘は瞬く間にポーランド中に知れ渡り、司令官タデウシュ・コシチュシュコの影響力やその親農民的な立場もあって、コスィニェシはポーランド独立闘争およびポーランド農民のシンボルとなった。ラツワヴィツェの戦いで活躍したコスィニェシのヴォイチェフ・バルトシュ・グウォヴァツキは、ポーランド史上でも熱狂的な人気を誇る最も有名な農民の一人となっている。
農兵コスィニェシは、農民たちによる戦闘の再演や像、詩や演劇など様々な形で語り継がれている。
コシチュシュコの蜂起中に参加したコスィニェシのほとんどは、農奴解放をうたったコシチュシュコのポワニェツ宣言に触発されたクラクフ地方の農民だった。地元の補給士官たちが、彼らにクラクフ地方の農民服をもとにしたシンプルな軍服を提供した。これは白いスクマナに安く赤い軍帽（ロガティフカ）をあわせた軍装だった。この姿が、その後のコスィニェシの一般的な出で立ちとなった。
コスィニェシが蜂起の中心となったというような認識があるが、実際には彼らはコシチュシュコ軍の補助戦力という以上の存在ではなかった。最も規模が大きかった時期でも、1個歩兵連隊の大部分を占める程度であった。
コスィニェシは、1830年-1831年の11月蜂起、1846年のクラクフ蜂起、1863年-1864年の1月蜂起でも登場し、1939年のナチス・ドイツ侵攻の時まで抵抗農兵として出現していた可能性がある。あまり知られていないが、11月蜂起や1月蜂起でコスィニェシが果たした役割は、コシチュシュコの蜂起の際のそれを上回るものだったと考えられている。